# 9198 Sasagamine
A 9198 Sasagamine (ideiglenes jelöléssel 1993 BJ3) a Naprendszer kisbolygóövében található aszteroida. Tsutomu Seki fedezte fel 1993. január 25-én.